# Hunds regel
Hunds regel beskriver fordelingen af elektroner for et atom. Ifølge Hunds regel placerer hver elektron sig i en orbital med samme energiniveau; først, når der ikke er flere tomme orbitaler til rådighed, opstår elektronpar.

## Historie
Hunds regel blev påvist af den tyske forsker Friedrich Hund i 1925.